# Cambridge House
Cambridge House è un antico palazzo cittadino del XVIII secolo a Londra. Si trova sul lato nord di Piccadilly (n. 94) e si affaccia su Green Park. L'edificio, classificato come monumento culturale di grado I, è uno dei pochi palazzi aristocratici rimasti a Londra ed è anche conosciuto come Egremont House, Naval and Military Club o The In and Out.

## Storia
La casa fu costruita da Matthew Brettingham per il II conte di Egremont dal 1756 al 1760. Suo figlio e successore, il III conte, vendette la casa nel 1794 poiché viveva principalmente nella sua tenuta di campagna, Petworth House. La casa passò di mano più volte, tra cui nel 1822 fu acquistata da George Cholmondeley, I marchese di Cholmondeley, che fece alcuni lavori di ristrutturazione. Nel 1829 fu acquistato da Adolfo Federico, I duca di Cambridge, settimo figlio di Giorgio III. Anche il Duca fece ricostruire la casa. Nel 1850 la casa fu acquistata dal futuro primo ministro Lord Palmerston, che vi abitò fino alla sua morte nel 1865. Il suo corteo funebre all'Abbazia di Westminster è iniziato da Cambridge House. La casa fu successivamente acquistata dal Naval and Military Club, che fece ricostruire l'interno della casa da John MacVicar Anderson per utilizzarla come club per gentiluomini nel 1876. I due ingressi del cortile erano anche etichettati In e Out negli anni '70 del XIX secolo, motivo per cui il club è anche chiamato The In and Out. Nel 1999 il club si è trasferito in una nuova sede in St James's Square. Diversi progetti per un successivo utilizzo della casa sfitta non sono stati realizzati. Nel 2012 Simon e David Reuben hanno acquistato l'edificio per convertirlo in un esclusivo edificio residenziale. Con un valore stimato di £ 200.000.000, la casa con 48 camere da letto sarebbe la casa più costosa del Regno Unito.

## Investimento
La casa ha un cortile separato dalla strada da un muro. Due cancelli in ferro battuto immettono nel cortile, dalla cui iscrizione la casa ha preso il soprannome. La facciata a tre piani rivestita con pietra di Portland in stile palladiano ha un frontone triangolare e una finestra veneziana al primo piano. Alla fine del XIX secolo ricevette un nuovo portale con il balcone soprastante. L'ala laterale sinistra a un piano risale probabilmente alla metà del XIX secolo.
L'edificio ha una magnifica scala a cupola, attorno alla quale sono disposte le stanze di rappresentanza al piano superiore.